# Listă de sculptori elvețieni
Aceasta este o listă de sculptori elvețieni.

## A
- Eva Aeppli (1925- )
- Cuno Amiet (1868-1961)
- Jean Arp (1886-1966)

## B
- Max Bill (1908-1994)

## E
- Ignaz Epper (1892-1969)

## G
- Alberto Giacometti (1901-1966)
- H. R. Giger (1940-2014)

## P
- James Pradier (1790-1852)

## S
- Niki de Saint Phalle (1930-2002)

## T
- Sophie Taeuber-Arp (1889-1943)
- Jean Tinguely (1925-1991)

## V
- Vincenzo Vela (1820-1891)